# Mistrzostwa Polski w piłce siatkowej mężczyzn (1950)
Mistrzostwa Polski w piłce siatkowej mężczyzn 1950 – 15. edycja rozgrywek o mistrzostwo Polski w piłce siatkowej mężczyzn. Rozgrywki miały formę turnieju rozgrywanego w Nowej Hucie.

## Klasyfikacja końcowa
| Miejsce | Drużyna         |
| ------- | --------------- |
| 1.      | AZS Wrocław     |
| 2.      | Spójnia Gdańsk  |
| 3.      | AZS Warszawa    |
| 4.      | Kolejarz Kraków |